# Angelina Golikova
Angelina Romanovna Golikova (ryska: Ангелина Романовна Голикова), född 17 september 1991, är en rysk skridskoåkare. Hon har tävlat i tre olympiska spel (Sotji 2014, Pyeongchang 2018 och Peking 2022).
Vid olympiska vinterspelen 2022 i Peking tog Golikova brons i damernas 500 meter.